# Urospermum dalechampii
Urospermum dalechampii là một loài thực vật có hoa trong họ Cúc. Loài này được (L.) Scop. ex F.W.Schmidt miêu tả khoa học đầu tiên năm 1795.